# Herren von Ras
Die Herren von Ras waren ein Adelsgeschlecht des 12. und 13. Jahrhunderts im Raum um das Rosental im südlichen Kärnten. Ihr Stammsitz war die Burg Ras bei St. Jakob im Rosental, später gehörte auch die Burg Rosegg zu ihrem Besitz. 1188 verbanden sich die Raser mit den Herren von Finkenstein. Seitdem existierte neben der bis 1315/18 bestehenden Hauptlinie noch das Haus von Finkenstein-Ras, das erst ca. 1340 sein Ende fand.

## Genealogisches

Stammbaum der Rosentaler Hauptlinie

Der Stammvater des Geschlechts ist Ruprecht von Ras, er hatte zwei Söhne. Während der Sohn Cholos von Ras in das Haus der Finkensteiner einheiratete, setzte Rudolf von Ras die Rosentaler Linie fort und wurde 1171 zum Herrn der Burg Rosegg.
Neben drei Töchtern hatte er zwei Söhne, wobei sein älterer, Rudolf, in das Geschlecht derer von Mureck einheiratete, sein jüngerer, Swicker, die Burg Rosegg erbte.
Aus der Verbindung des jüngeren Rudolf mit Gertrud von Mureck gingen neben einer Tochter drei Söhne hervor. Der Letztgeborene, Amelrich, wurde Abt und später Bischof von Lavant, der Erstgeborene nannte sich wieder Rudolf von Ras.

## Hochfreie oder Dienstadel
Der Name des Adelsgeschlechts ist abgeleitet von der Flurbezeichnung Rasa für das Rosental, die schon für das 9. Jahrhundert urkundlich belegt ist. Eine erste Burg Ras befand sich an der Gratschitzen am Nordhang der Karawanken, von der heute nur noch wenige Reste erhalten sind, eine zweite südlich von Sankt Jakob im Rosental. Diese wurde urkundlich erstmals 1171 genannt und zwischen 1309 und 1317 aufgegeben. Ende des 12. oder Anfang des 13. Jahrhunderts errichteten sie die Burg Rosegg, die urkundlich 1239 erwähnt wurde. 
Für die Besitzungen der Raser wird angenommen, dass sie ursprünglich der Stifterfamilie des Klosters Ossiach gehörten, und durch Erbschaft vor 1136 an die  steirischen Otakare übergingen. Die Raser, die ab ca. 1143/60 in den Quellen erwähnt werden, waren demnach womöglich Ministerialen der Otakare, werden aber daneben als hochfreies Geschlecht dargestellt, das frei über seinen Besitz verfügen konnte. Man nimmt an, dass sich der Dienstadel nicht ausschließlich aus ursprünglich unfreien Geschlechtern zusammensetzte. Freie begaben sich in den Dienst höherer Herren, um dadurch Vorteile wie lukrative Ämter zu erlangen.
Die Raser in ihren verschiedenen Linien waren nicht nur Ministerialen der Otakare, sondern auch der Bamberger Bischöfe und des Bistums Freising. Außerdem verfügten sie über frei verfügbaren Besitz. Inwieweit alle Herren von Ras Ministerialen waren, lässt sich nicht mehr klären. Von allen bekannten Familienmitgliedern war nur einer, Rudolf I., sicher Ministeriale des letzten Otakar von Steyr und dessen babenbergischen Erben.
Die Herren von Ras nannten sich außerdem Glanegg, Wasserleonburg, Federaun und Finkenstein, immer nach der Herrschaft, welche sie verwalteten. Cholo I., der sich nach Urkunden zwischen 1174 und 1202 abwechselnd Ras, Finkenstein und Federaun nannte, wurde vom Bamberger Bischof als Vogt des Klosters Arnoldstein eingesetzt.

## Das Geschlecht der Raser in den Quellen
- Die erste urkundliche Erwähnung Roseggs oder des Rosentals datiert auf die Zeit zwischen 875 und 883. Bischof Arnold von Freising vertauscht eine Hube in Maria Wörth gegen eine andere in loco qui dicitur Rasa.
- Eine um 1150 verfasste Urkunde zählt die Besitzungen des Bistums Freising auf, darunter auch das Rosental.
- Der Patriarch von Aquileia schenkte dem Stift Ossiach im Jahr 1171 die Patronatsrechte über eine Kirche sancti Jacobi ... sub castro Rase, also unter der Festung Ras.[2]
- Herzog Otakar von Steiermark bestätigt, dass sein Vater dem Stift Ossiach die Kapelle in St. Jakob im Rosental geschenkt hat und ihm das Patronatsrecht zusteht (1189).[4]
- Zwischen 1180 und 1185 schenkt Ludwig von Glanegg dem Stift Admont einen Hof bei Kirchberg an der Raab in der Steiermark.
- In einer am 15. Juni 1239 ausgestellten Urkunde verkünden Rudolf von Ras und sein Bruder Cholo den Umfang ihrer Schenkungen an das Stift Viktring zum Seelenheil mehrerer verstorbener Familienmitglieder: sieben Huben in Suetschach, zwei in Krajach, zwei in Franzendorf und anderthalb in der Au unter der Hollenburg.
- Die drei Brüder Rudolf Cholo und Reimbert erklären sich für die Wiederaufnahme in Gnade durch den Salzburger Erwählten am 22. April 1253 dazu bereit: das Schloss Wasserleonburg dem Erwählten zu schenken und es wieder zu Lehen zu erhalten, zum Kriegsdienste innerhalb und außerhalb des Landes mit verschiedenen Kontingenten, zur Schadenswiedergutmachung und zum Verzicht auf Maut und Zoll im Gebiet ihrer Schlösser.
- Rudolf von Ras verzichtet auf Schloss Federaun zu Gunsten des Bamberger Bischofs und verpflichtet sich zur Abwehr seiner Brüder im Konflikt mit dem Bischof, wofür er aus der Gefangenschaft entlassen wird (16. Mai 1255).
- Am 14. Februar 1258 gelobt der Villacher Hauptmann Rudolf von Ras gemeinsam mit den Villacher Bürgern wegen Gefangennahme des Amtmanns Ulrich von Villach allen Leuten des Grafen Friedrich von Ortenburg Urfehde.
- In zwei Urkunden aus demselben Jahr stellen sich Rudolf von Ras und Cholo von Wasserleonburg als Bürgen für die Urfehde und für die Zahlung von je 100 Mark für die Freilassung Cholos von Saldenhofen gegen die Grafen Heinrich und Friedrich von Ortenburg.
- In der Abschrift der Urkunde des Landsberger Bundes ist 1292 ein „Rudolf von Raß“ als Teilnehmer dieser Verschwörung genannt.

## Vertreter
- Rudolf von Ras und Rosegg (* 1143; † um 1215), Stammvater der Rosentaler Hauptlinie
- Rudolf von Ras (II.) (* 1202; † 1239), Familienoberhaupt
- Rudolf von Ras (III.) († 1278), Familienoberhaupt
- Cholo von Wasserleonburg
- Reimbert von Glanegg († 1293)
- Amelrich (* vor 1251; † 1267), Abt von Reun, 1265–1267 Bischof von Lavant
- Cholo I. von Finkenstein-Ras, Stammvater der Linie Finkenstein-Ras